# Napad u Nici (srpanj 2016.)
Napad u Nici bio je teroristički čin kojeg je počinio 31-godišnji lokalni stanovnik Nice. Događaj se dogodio 14. srpnja 2016. godine u večernjim satima (inače, 14. srpnja slavi se Francuski državni praznik). Napad je izvršen teretnim motornim vozilom, prilikom čega je smrtno stradalo najmanje 84 civila. Napadača je potom ubila francuska policija.

## Događaji prije napada
Jutro prije napada predsjednik francuske François Hollande naglasio je kako će stanje visoke pripravnosti koje je podignuto za vrijeme napada koji su pogodili Pariz u studenom prošle godine biti završeno nakon što se odvozi biciklistička utrka Tour de France. Međutim, nakon napada 14. srpnja, stanje visoke pripravnosti produžit će se za još tri mjeseca.

## Napad
U večernjim satima 14. srpnja 2016. godine, velika masa ljudi okupila se na obali grada Nice. Povod okupljanja bila je proslava dana Bastille (državnog praznika). U 22:45 po lokalnom vremenu (UTC+2), kamion marke Renault visokom brzinom doletio je prema skupini ljudi. Ukupno je vozio 2.100 metara, od toga punih 2.000 metara kroz gužvu, ostavljajući za sobom smrtno stradale civile. Ukupno je pregazio preko 150 ljudi, od kojih je smrtno stradalo više od 84, a lakše ili teže ranjeno je njih najmanje 65. Policijski službenici su ubili vozača.
Određeni svjedoci govore kako je došlo do razmjene vatre između napadača i policije, no to nije službeno potvrđeno. Policija je unutar kamiona pronašla veću količinu vatrenog oružja i eksplozivnih naprava.
Određeni svjedoci koji su se zatekli na mjestu gdje je napadač ubijen tvrde kako je prije smrti vikao Allahu akbar.

## Odgovornost za napad
Napad je izveo Mohamed Lahouaiej Bouhlel, inače stanovnik Nice s dvojnim državljanstvom (francuskim i tunijskim). Policija je nakon napada privela sestru napadača na obavijesni razgovor u kojem su prema njenim izjavama utvrdili kako je Bouhlel u svojoj prošlosti često posjećivao psihologa zbog svojeg ponašanja. Također, nekoliko mjeseci prije napada zabilježeno mu je nekoliko prekršajnih prijava zbog razbojstava i krađa.
Tzv. Islamska država preuzela je odgovornost za ovaj napad tvrdeći kako je napadač njihov pristaša. Za medije su izjavili: napad je izveo vojnik Islamske države čija su meta sve države koje sudjeluju u koaliciji koja se bori protiv Islamske države.

## Reakcije
Na društvenim mrežama (najviše na Twitteru) počeo se širiti hashtag #PortesOuvertesNice (u prijevodu: otvori vrata Nica) kao znak podrške i solidarnosti obiteljima poginulih, ranjenima i obiteljima ranjenih.
Pristaše i simpatizeri tzv. Islamske države slave i veličaju napad na društvenim mrežama.